# Кампо-де-Вальекас
«Ка́мпо-де-Валье́кас» (исп. Campo de Fútbol de Vallecas — футбольное поле Вальекаса) — стадион в Мадриде, Испания. Является домашним для футбольного клуба «Райо Вальекано». Известен также под названиями «Эстадио Нуэво де Вальекас» и «Эстадио де Вальекас». С 2004 по март 2011 года назывался «Тереса Риверо» в честь Тересы Риверы, являвшейся в то время президентом клуба.
Расположен в Пуэнте-де-Вальекасе — районе Мадрида, вместе с районом Вилья-де-Вальекас составляющим рабочий квартал Мадрида (ранее — муниципалитет) Вальекас.
Вместимость составляет 14 708 человек. Открыт в 1976 году.

## История
Данным стадион был домашним для следующих футбольных команд:
- Расинг Мадрид (1930—1932)
- Атлетико Мадрид (1939—1943)
- Райо Вальекано (1957—1972; 1976—н. в.)

На стадионе происходили следующие события
- 30 июня 1940 года — Финал Кубка Испании
- 3 августа 1986 года — концерт группы Queen в рамках Magic Tour